# Assemblée des Bahamas
14e législature
Bâtiment du Parlement
L'Assemblée des Bahamas (en anglais : House of Assembly of the Bahamas) est la chambre basse du parlement bicaméral des Bahamas.
Selon le système de Westminster, le premier ministre et ses ministres sont issus de l'Assemblée, qui contrôle l'exécutif. Ce dernier peut en retour dissoudre l'Assemblée.

## Système électoral
L'Assemblée est composée de 39 sièges pourvus pour cinq ans au scrutin uninominal majoritaire à un tour dans autant de circonscriptions. Ce nombre évolue régulièrement au fur et à mesure des redécoupages des circonscriptions effectués en raison de leur évolution démographique. Il était ainsi de 38 avant 2017.  Le vote n'est pas obligatoire.